# Arctocyclopina pagonasta
Arctocyclopina pagonasta is een eenoogkreeftjessoort uit de familie van de Cyclopettidae. De wetenschappelijke naam van de soort is voor het eerst geldig gepubliceerd in 1985 door Mohammed & Neuhof.